# أندي أندرسون (لاعب كرة قاعدة أمريكي)
أندي أندرسون (بالإنجليزية: Andy Anderson) هو لاعب كرة قاعدة أمريكي، ولد في 13 نوفمبر 1922 في بريميرتون في الولايات المتحدة، وتوفي في 18 يوليو 1982 في سياتل في الولايات المتحدة.

## وصلات خارجية
- أندي أندرسون (لاعب كرة قاعدة أمريكي) على موقعبيزبول رفرنس.كوم (الدوري الرئيسي) (الإنجليزية)
- أندي أندرسون (لاعب كرة قاعدة أمريكي) على موقعبيزبول رفرنس.كوم (الدوري الثانوي) (الإنجليزية)